# Giulio Renato Litta
Giulio Renato Litta Visconti Arese, in Russia noto col nome di Julij René Pompeevic Litta (Milano, 12 aprile 1763 – San Pietroburgo, 26 gennaio 1839), è stato un ammiraglio, nobile e massone italiano naturalizzato russo.

## Biografia

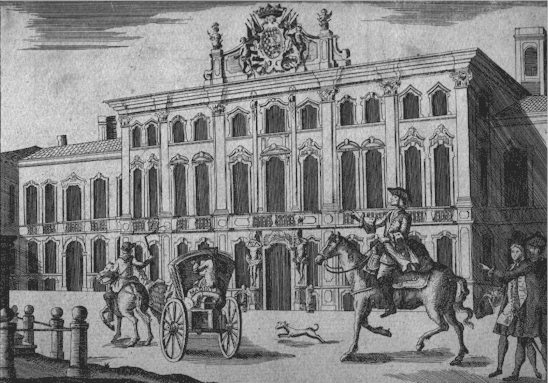
Palazzo Litta a Milano, dove nacque Giulio Renato Litta

Nato a Milano nel 1763, rampollo di una delle più famose famiglie patrizie della nobiltà milanese, sia per parte di madre che per parte di padre era discendente dei Visconti. Egli era infatti figlio di Pompeo Giulio Litta (poi Litta Visconti Arese per matrimonio), VI marchese di Gambolò e di sua moglie, Maria Elisabetta Visconti Borromeo Arese.
A 19 anni entrò nella marina del Sovrano Militare Ordine di Malta, divenendo cavaliere e guadagnandosi una preziosa esperienza sul campo che gli frutterà molto in seguito. Quando la zarina Caterina II di Russia nel 1788 chiese al Gran Maestro Emmanuel de Rohan-Polduc di fornirgli un valido uomo di mare per riorganizzare la flotta russa in previsione di un'imminente guerra con la Svezia in cambio delle larghe elargizioni che la sovrana russa stava facendo nei confronti dell'Ordine, la scelta ricadde sul giovane Litta. che nel gennaio dell'anno successivo si trovava già a San Pietroburgo.
In breve tempo il cavaliere maltese seppe guadagnarsi la stima e l'amicizia non solo della zarina, ma anche del granduca ereditario Paolo che spinse per la sua nomina a maggiore generale della marina, ponendolo subito in servizio dal momento che la guerra era ormai incalzante. Dopo la vittoria navale dell'Impero Russo, il Litta venne promosso contrammiraglio.

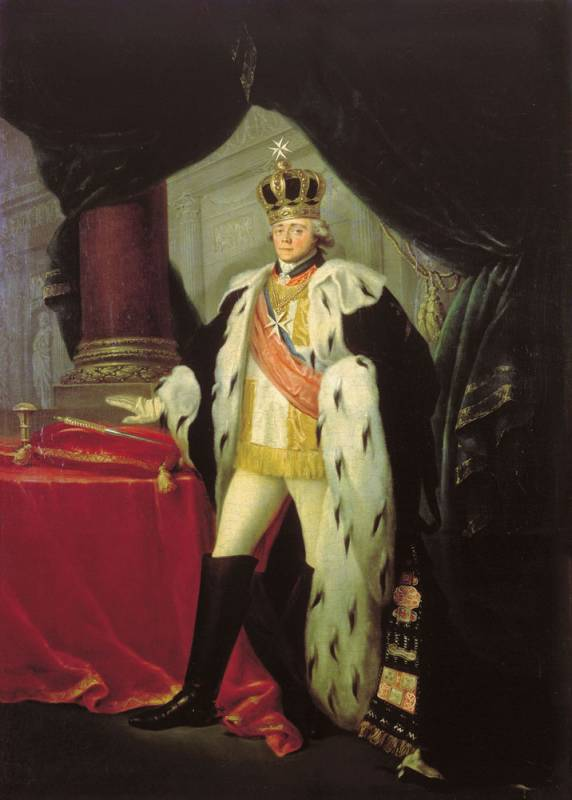
Lo zar Paolo I di Russia, che tanto supportò il conte Litta in Russia, nelle vesti di Gran Maestro del Sovrano Militare Ordine di Malta.

Dopo un breve soggiorno in Italia dal 1792, nel 1795 venne costretto a fare ritorno in Russia dove venne nominato dall'Ordine di Malta delegato a trattare la restituzione dei beni dell'ordine che erano passati sotto il dominio russo a seguito dell'ultima spartizione della Polonia. La zarina Caterina era irremovibile su queste proprietà, ma la sua improvvisa morte il 6 novembre 1796 capovolse gli eventi: il nuovo zar, Paolo I, non solo era intimo amico del Litta (presso il quale aveva alloggiato a Milano nel suo viaggio del 1782) ma era un fervido sostenitore dell'Ordine dei cavalieri di Malta. Grazie all'influenza dello zar, l'Ordine riuscì pertanto ad ottenere i possedimenti che gli spettavano ed istituì il Gran Priorato russo del Sovrano Militare Ordine di Malta. Per ricompensarlo di questo gesto benevolo nei confronti dei cavalieri, fu lo stesso Litta, già nominato ministro plenipotenziario dell'Ordine presso Paolo I, a proporre prima ed ottenere poi che lo zar fosse eletto alla carica di gran maestro, dal momento che proprio in quell'anno il gran maestro in carica, Ferdinand von Hompesch zu Bolheim, era fuggito abbandonando l'isola di Malta nelle mani delle truppe napoleoniche. Intenzionato ad ottenere la cittadinanza russa e sempre più propenso a fare del suo servizio allo zar la sua ragione di vita, Giulio Renato sposò la ricca contessa Caterina Skavronskaja, già vedova dell'ambasciatore russo alla corte di Napoli. Tornato a San Pietroburgo dopo i festeggiamenti, fu il Litta a chiedere ed ottenere che anche Paolo I, come tutti i grandi maestri dell'Ordine, disponesse di una propria guardia personale costituita da aristocratici, di cui poi lui venne posto a capo.
Dopo la morte improvvisa dello zar Paolo I, assassinato, i cavalieri di Malta persero il loro storico appoggio in Russia, ma la carriera del Litta proseguì sotto il regno di Alessandro I che lo volle membro del Consiglio di Stato dove Giulio si schierò coi progressisti capeggiati da Speranskij e Kočubej. Sotto il regno poi di Nicola I, il Litta ottenne l'alto incarico di Presidente del dicastero dell'economia. Morì all'età di 75 anni, il 26 gennaio 1839. A suo ricordo, ancora oggi al museo russo dell'Ermitage è conservata la famosa Madonna Litta, attribuita a Leonardo da Vinci, donata allo zar di Russia nel 1865 dai discendenti di Giulio Litta.
Massone, fu primo Viglilante della loggia "Saint-Jean d'Ecosse du Secret et de l'Harmonie", fondata a Malta nel 1764.

## Araldica
| Stemma | Descrizione                                                   | Blasonatura |
| ------ | ------------------------------------------------------------- | --- |
|        | Giulio Renato Litta Visconti Arese Conte Litta                | Inquartato: al 1° rombeggiato d'azzurro e d'argento, al 2° d'oro, all'aquila coronata, di nero, al 3° di Visconti; al 4° d'argento, al volo di nero abbassato; sul tutto, scaccato d'oro e di nero. Motto: PER LEALTA' MANTENERE. |
|        | Giulio Renato Litta Visconti Arese Conte Litta (Impero russo) | Inquartato: al 1° rombeggiato d'azzurro e d'argento, al 2° d'oro, all'aquila coronata, di nero, al 3° di Visconti; al 4° d'argento, al volo di nero abbassato; sul tutto, scaccato d'oro e di nero. Motto: PER LEALTA' MANTENERE. |